# Kirr
Kirr ist eine Insel in der Darß-Zingster Boddenkette südlich von Zingst an der deutschen Ostseeküste. Sie ist von der Halbinsel Fischland-Darß-Zingst durch den Zingster Strom getrennt. Die zur Gemeinde Zingst gehörende Insel liegt im Nationalpark Vorpommersche Boddenlandschaft. Die heutige Insel war bis zur zweiten Hälfte des 20. Jahrhunderts zweigeteilt, die beiden Inseln wurden damals als Großer oder Große Kirr und Kleiner oder Kleine Kirr bezeichnet.

## Geografie
Die Insel hat eine Länge von 3,5 km und eine maximale Breite von 1,5 km. Die sich nur einen Meter über den Meeresspiegel erhebende Insel liegt im Barther Bodden in der Ostsee nur wenige Meter südlich vom Ostseebad Zingst. An der Ostseite der Insel befindet sich die kleine Ansiedlung Klein Kirr; im Norden befinden sich die Reste eines alten Gehöfts.
Vom Schiffsanleger nach Klein Kirr führt die Inselbahn Kirr.

## Flora und Fauna
Die Insel ist mit Salzwiesen bedeckt und von Prielen durchzogen. Sie bietet einer Vielzahl von Vögeln, vor allem Watvögeln wie Alpenstrandläufern, Kampfläufern, Rotschenkeln, Uferschnepfen, Austernfischern, Säbelschnäblern und Kiebitzen, aber auch Lachmöwen, ein ideales Brutgebiet. Im Herbst dient sie mehreren Tausend Kranichen für einige Wochen als Schlafplatz. Deswegen ist das Betreten und Anlegen an der Insel ohne Genehmigung verboten.

## Geschichte
Um 1700 hatte der Kirr drei Besitzer, das Amt Barth (331,6 Hektar), die Stadt Barth (219 Hektar) und die Familie Horn aus Divitz (20 Hektar). Bewirtschaftet wurde die Insel von einem Gehöft aus. Meist wurde die Insel von mehreren Pächtern genutzt, die hier Vieh weideten und auch Landwirtschaft betrieben. Sie durften auch um die Insel herum fischen. Der Kirr dient heute noch zum Teil als Viehweide. Um die Kühe zur Weide zu schaffen, existiert vom Zingster Ortsteil Müggenburg zur Insel eine Viehfähre.

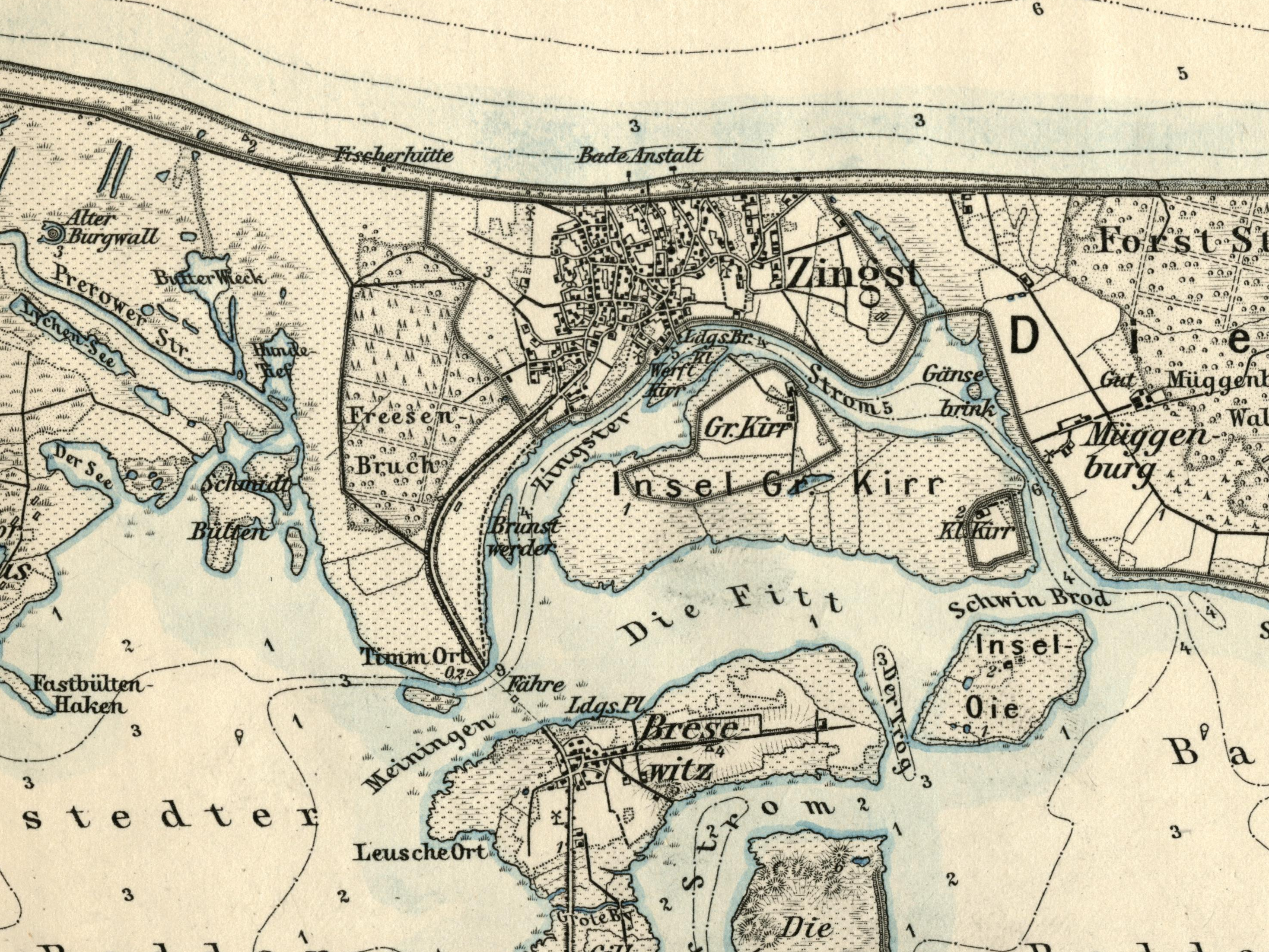
Karte von 1893
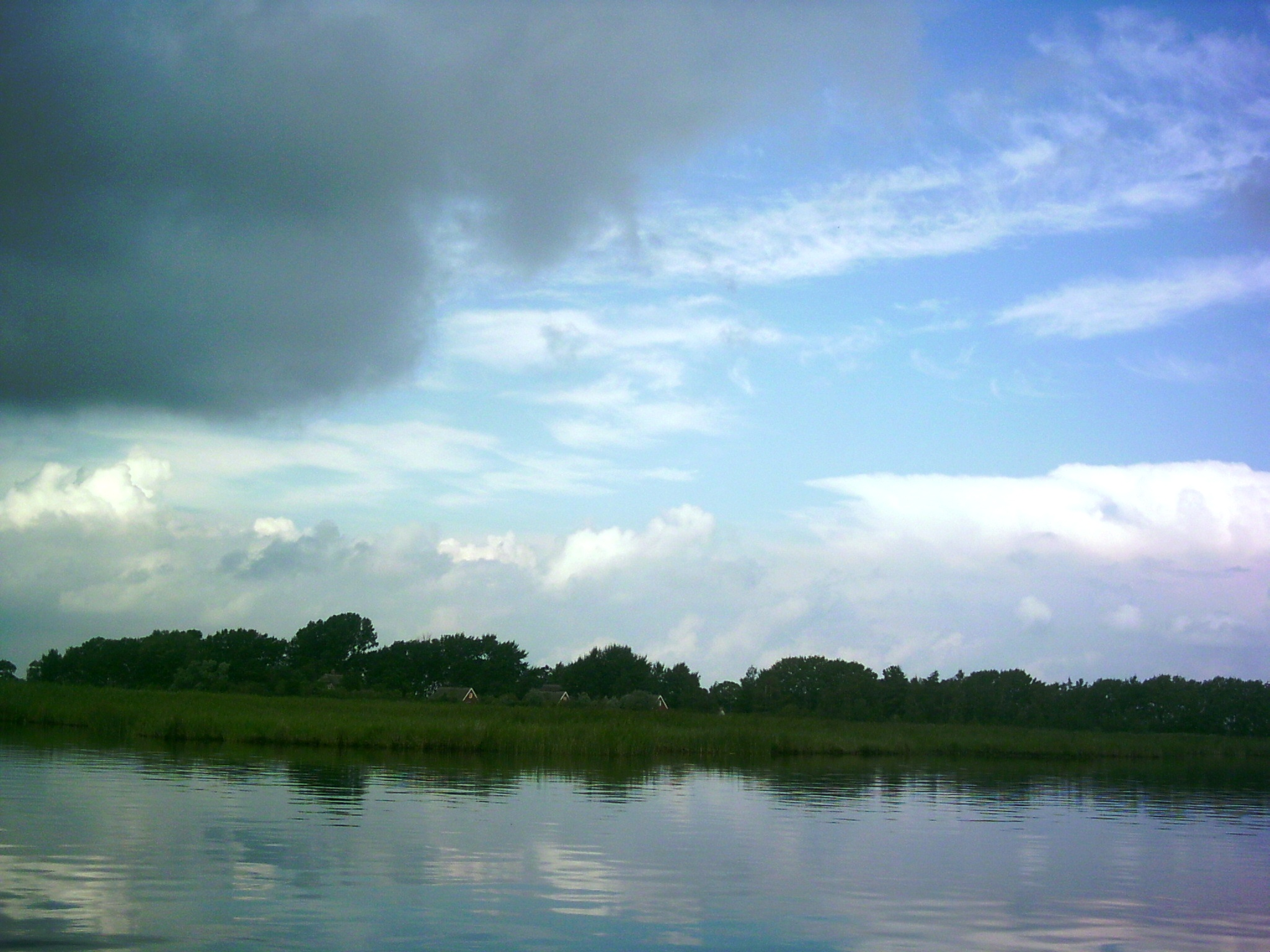
Klein Kirr auf der Insel Kirr
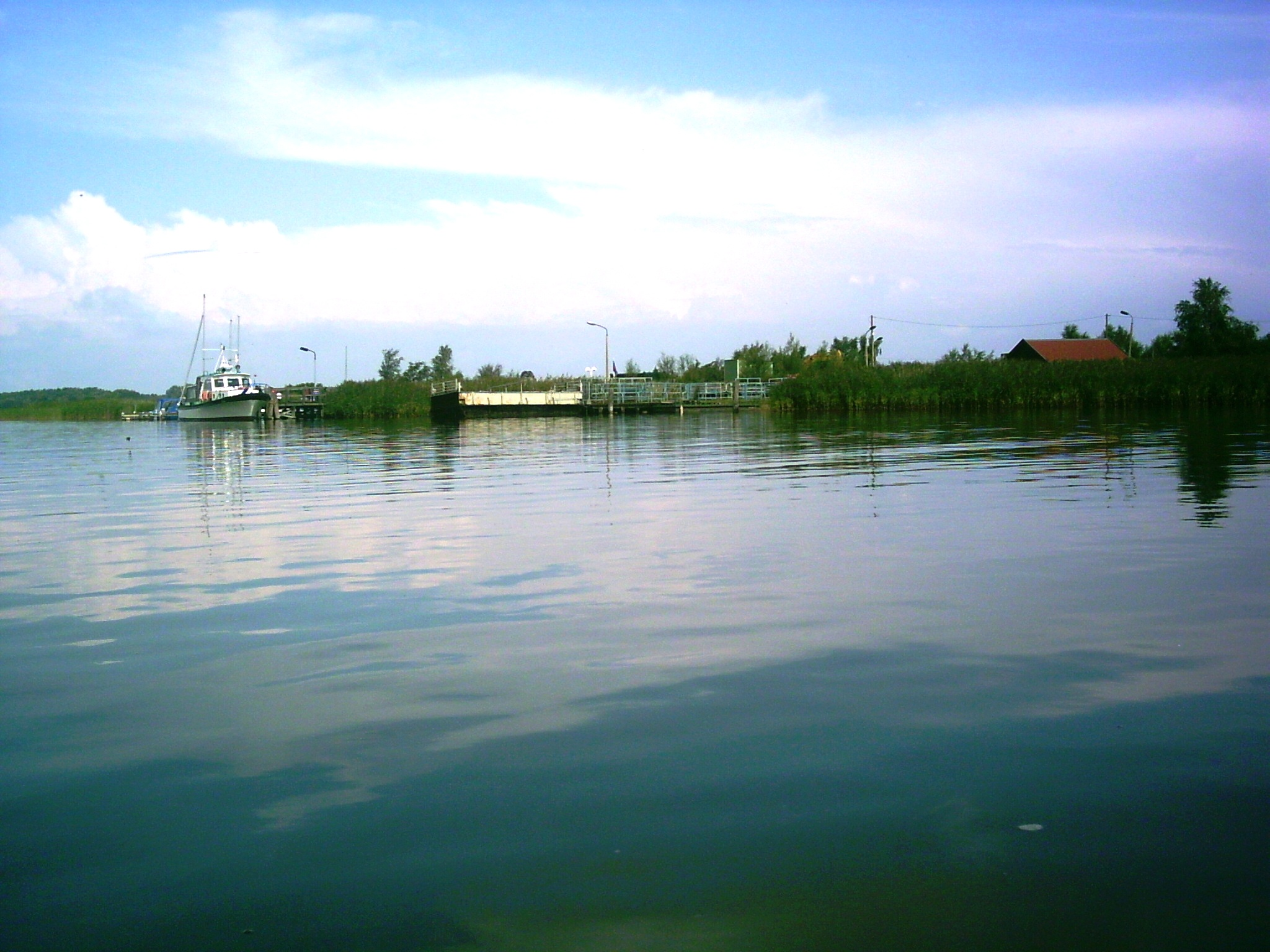
Kuhfähre zur Insel Kirr
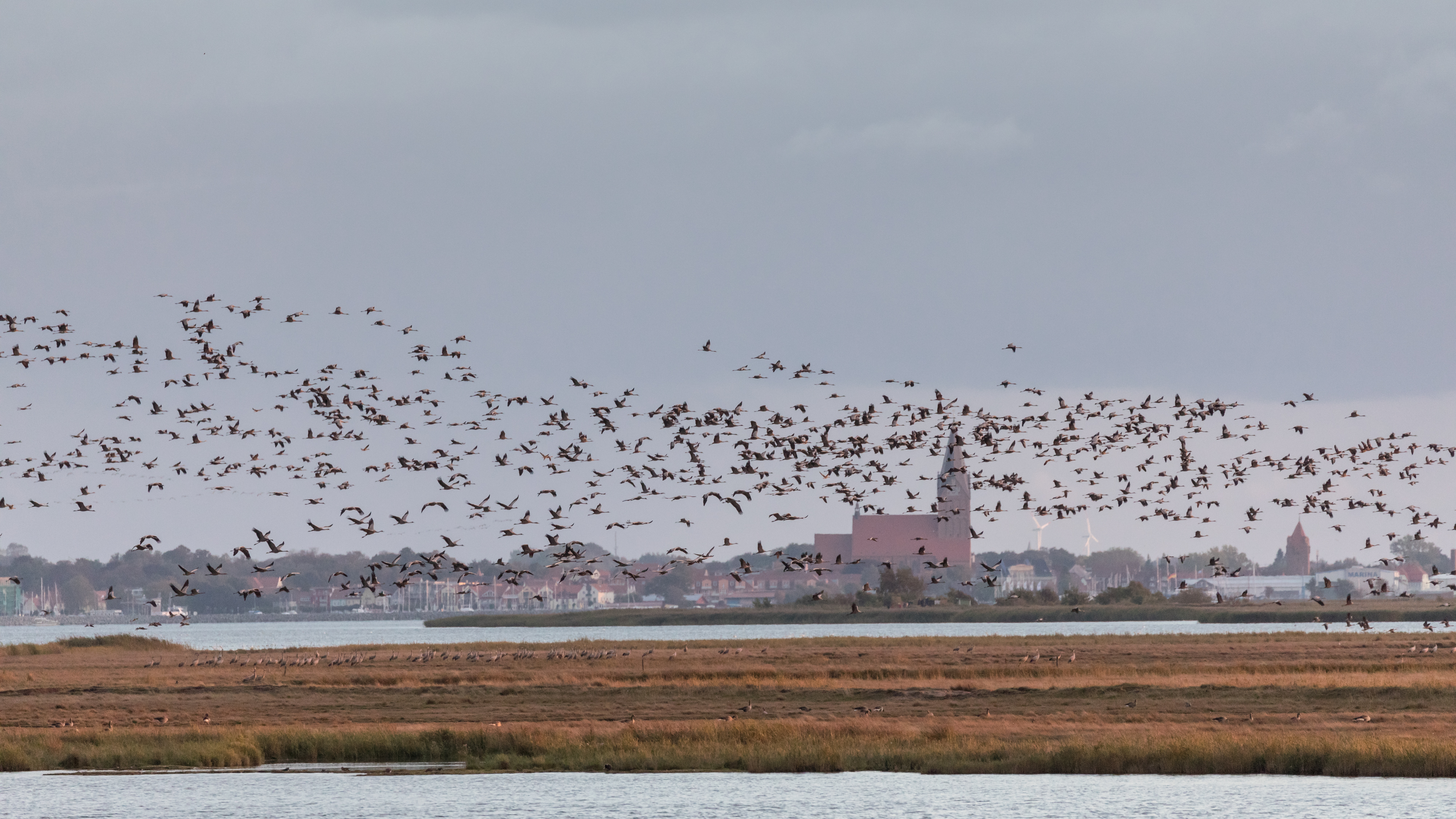
Kraniche auf und über "Große Kirr"